# Julián Berrendero Martín
Julián Berrendero Martín (San Agustín del Guadalix, 8 d'abril de 1912 - Madrid, 1 de setembre de 1995), anomenat el negre dels ulls blaus, va ser un ciclista espanyol, professional entre 1935 i 1949. Durant aquests anys va aconseguir 79 victòries, entre els quals destaca dues edicions de la Volta a Espanya, el 1941 i 1942, onze etapes en aquesta mateixa cursa i una etapa al Tour de França. El 1942, 1943 i 1944 es proclamà Campió d'Espanya en ruta.
El seu campionat del 1941 és destacat ja que es va imposar a la competició tot i que havia passat un any i mig en un camp de concentració franquista.

## Palmarès
- 1935
  - Campió de Castella
  - 1r de la Volta a Galícia i vencedor de 3 etapes
  - 1r del Gran Premi d'Eibar i vencedor de 4 etapes
  - 1r del Cicuit de l'Escorial
- 1936
  - 1r al Gran Premi República i vencedor de 3 etapes
  - 1r de la Pujada a Santo Domingo
  - 1r del Gran Premi de la Muntanya del Tour de França
- 1937
  - Vencedor d'una etapa del Tour de França
- 1938
  - 1r del Critèrium dels 2 Gaves
  - 1r a Ruffec
- 1939
  - 1r del Gran Premi de Baiona
  - 1r del Gran Premi de Ricamarie
- 1941
  -  1r de la Volta a Espanya i vencedor de 2 etapes
  - 1r de la Volta a Navarra
  - 1r al Circuit de Getxo
  - 1r del Circuit Begoña
  - 1r de la pujada a Arantzazu
- 1942
  -  Campió d'Espanya en ruta
  -  Campió d'Espanya de ciclocròs
  -  1r de la Volta a Espanya, vencedor de 2 etapes i del Gran Premi de la muntanya
  - 1r de la Volta a Llevant i vencedor d'una etapa
  - 1r a Madrid
  - Vencedor de 2 etapes del Volta a Catalunya i del Gran Premi de la Muntanya
- 1943
  -  Campió d'Espanya en ruta
  -  1r de la Volta a Catalunya i vencedor de 2 etapes
  - 1r del Trofeu Masferrer
  - 1r del Gran Premi de Biscaia
  - 1r del Circuit de la Ribera del Jalón
  - Vencedor d'una etapa de la Volta a Girona
- 1944
  -  Campió d'Espanya en ruta
  -  Campió d'Espanya de ciclocròs
  - 1r del Gran Premi d'Eibar
  - 1r de la Volta a Los Puertos
  - 1r al Circuit de Getxo
  - 1r a San Juan
  - 1r a San Antonio de Durango
  - Vencedor d'una etapa de la Volta a Catalunya
- 1945
  - Campió de Castella
  - 1r del Gran Premi de Bilbao
  - 1r de la Pujada a Santo Domingo
  - 2n de la Volta a Espanya, vencedor de 2 etapes i del Gran Premi de la muntanya
- 1946
  -  1r de la Volta a Catalunya, vencedor d'una etapa, del Gran Premi de la Muntanya i de la classificació per punts
  - 1r de la Volta a Madrid
  - 2n de la Volta a Espanya, vencedor de 3 etapes
- 1947
  - Campió de Castella
  - 1r a la Volta a Los Puertos
  - Vencedor d'una etapa de l'Etapa de la Volta a Espanya
- 1948
  - 1r del Gran Premi de l'Alcázar
  - Vencedor d'una etapa de l'Etapa de la Volta a Espanya

### Resultats a la Volta a Espanya
- 1936. 4t de la classificació general
- 1941. 1r de la classificació general i vencedor de 2 etapes
- 1942. 1r de la classificació general. Vencedor de 2 etapes i del Gran Premi de la muntanya
- 1945. 2n de la classificació general. Vencedor de 2 etapes i del Gran Premi de la muntanya
- 1946. 2n de la classificació general i vencedor de 3 etapes
- 1947. 6è de la classificació general i vencedor d'una etapa
- 1948. Abandona. Vencedor d'una etapa

### Resultats al Tour de França
- 1936. 11è de la classificació general. 1r del Gran Premi de la Muntanya
- 1937. 15è de la classificació general i vencedor d'una etapa
- 1938. 28è de la classificació general
- 1949. Abandona (5a etapa)